# Sergio Gutiérrez Ferrol
Sergio Gutiérrez Ferrol (Alicante, 5 de marzo de 1989) es un tenista profesional español, campeón de España juvenil en 2007 y ganador de la Copa del Rey en 2018.

## Trayectoria
Desde sus inicios, Sergio Gutiérrez-Ferrol ha sido entrenado por su hermano Adolfo. En los comienzos sus pistas de entrenamientos eran las del Club de Campo de Alicante, aunque más adelante dio el salto al Club de Tenis de Tarragona. 
- En 2007 se proclamó campeón de España junior, y desde ese mismo año empezó a competir en torneos Futures.
- En 2008 consigue su primera victoria en un Futures, concretamente en el de Elche, y empieza a combinar sus participaciones en Futures con torneos del ATP Challenger Tour.
- En 2009 ganó 3 torneos Futures (Telde, Gandía y Sabadell) y tuvo la oportunidad de participar en la fase de clasificación de su primer torneo del Circuito de la ATP, el de Casablanca.
- En 2010 alcanzó el número 250 del mundo en el Ranking ATP, consiguió 6 victorias en torneos Futures, y participó en la fase previa de un Grand Slam (Wimbledon).
- En 2012 se clasifica para cuartos de final de un torneo ATP, el de Casablanca.[2]
- En agosto de 2018 alcanzó su mejor ranking ATP, el número 156.

## Títulos Challenger
| Leyenda             | Individuales |
| ------------------- | ------------ |
| ATP Challenger Tour | 1            |

### Individual
| Posición  | Fecha               | Torneo                                     | Superficie    | Oponente           | Marcador      |
| --------- | ------------------- | ------------------------------------------ | ------------- | ------------------ | ------------- |
| Finalista | 22 de julio de 2018 | Challenger de San Benedetto                | Tierra batida | Daniel Elahi Galán | 2-6, 6-3, 2-6 |
| Ganador   | 29 de julio de 2018 | Internazionali di Tennis Country 2001 Team | Tierra batida | Federico Gaio      | 6-2, 3-6, 6-1 |